# Manosfera
La manosfera o manósfera es una red de sitios web, blogs y foros en línea que promueven la masculinidad enfatizada, la hostilidad hacia las mujeres o misoginia, y una fuerte oposición al feminismo. La manosfera se ha asociado políticamente con la extrema derecha y la derecha alternativa. Los movimientos dentro de la manosfera incluyen al antifeminismo, incels (célibes involuntarios), MGTOW (Men Going Their Own Way), artistas del ligue, el movimiento por los derechos de los hombres, blogueros y comentaristas, entre otros. Entre los sitios web y foros destacados de la manosfera están Chateau Heartiste, Return of Kings, 4chan y SlutHate. La manosfera se ha asociado con el acoso en línea, así como con tiroteos masivos, atentados terroristas y otros actos de violencia del mundo real, y se ha implicado en la radicalización de los hombres en miras a que cometan actos de violencia contra las mujeres.

## Etimología
La voz manosfera es un neologismo, una palabra compuesta de las palabras inglesas man —hombre— y sphere. El término apareció por primera vez en Blogspot en 2009, siendo adoptado por activistas del movimiento por los derechos de los hombres (MRA) y periodistas para describir una red informal de blogs, foros y sitios web definida en gran parte por la misoginia y el concepto de la "píldora roja" (Red Pill en inglés), una metáfora tomada de la película The Matrix.
La traducción del término al castellano no ha obtenido consenso, pero se puede encontrar artículos que se refieren a esta comunidad virtual, como la "machosfera" —categoría más cargada ideológicamente— o la "androsfera" —categoría más acorde con una visión científica social—.

## Contenido
La manosfera comprende varios grupos online que promueven ciertas formas de masculinidad y generalmente son hostiles al feminismo. Incluyen activistas del movimiento por los derechos de los hombres, artistas de ligue y activistas por los derechos de los padres, entre otros. La columnista de The Guardian, Eva Wiseman, define la manosfera como "una mezcla de hombres – artistas, víctimas masculinas de abuso, defensores de los derechos del padre – que se unen en línea".
La manosfera se ha asociado políticamente con la extrema derecha y el movimiento neorreaccionario, supremacista blanco de la derecha alternativa.  Zuckerberg escribe que muchos miembros de la derecha alternativa son artistas de ligue o miembros de MGTOW, y "la vigilancia de la sexualidad femenina blanca es una preocupación importante" de la derecha alternativa. La severidad del antifeminismo adoptado dentro de estas comunidades varía, algunas defienden un sexismo casual y otras glorifican el odio extremo hacia las mujeres. El racismo y la xenofobia también son comunes entre los grupos de la manosfera, y las amenazas percibidas contra la civilización occidental son un tema recurrente. La manosfera se ha asociado con el acoso en línea, así como con algunos tiroteos masivos y otros actos de violencia del mundo real, y se ha implicado en la radicalización de los hombres para que cometan actos de violencia contra las mujeres.
Reddit es un lugar de reunión popular para los partidarios de la manosfera. Varios foros en el sitio están orientados hacia sus ideas. Uno de ellos, r/TheRedPill, llegó a tener más de 200 000 miembros. Adherentes de la comunidad incel también frecuentan la manosfera. Algunos analistas han descrito la manosfera como una versión online de la cueva del hombre (man cave en inglés). La estratificación social es un tema común de discusión en los sitios web de la manosfera también. Los hombres en la parte inferior de las jerarquías sociosexuales a veces se denominan BAFC (las siglas en inglés significan grupo frustrado por debajo del promedio) en las comunidades de artistas del ligue, truecel en comunidades incel u hombres omega por los miembros de la manosfera en general. La autora Donna Zuckerberg escribe que el crecimiento del movimiento y el tono más político adoptado por algunos de sus líderes a partir de 2016 ha llevado a relaciones internas más adversas, como entre los artistas de ligue y los activistas del movimiento por los derechos de los hombres.
La manosfera tiene su propio argot distintivo. Las imágenes de la píldora roja y la píldora azul son comunes: aceptar la ideología de la manosfera se equipara con "tomar la píldora roja", y aquellos que no lo hacen son vistos de forma despectiva y se dice que "tomaron la píldora azul (blue pilled en inglés). Alguien que "ha tomado la píldora roja" (redpilled) es alguien que ha abandonado las supuestas ideas feministas o de corriente principal en pos de aquellas que son propias de la manosfera. Los términos "macho alfa" y "macho beta" también se usan comúnmente.

## Sitios
La manosfera comprende varios sitios web, blogs y foros en línea relacionados con la masculinidad y los problemas de los hombres. Los sitios destacados incluyen la Red Pill Room, A Voice for Men y el sitio web de Roosh V, Return of Kings, así como su blog y foro personal.

#### Chateau Heartiste
Chateau Heartiste, un blog escrito por James C. Weidmann, conocido como "Roissy in DC"; fue uno de los primeros sitios web de la manosfera y de los artistas de ligue, que comenzó en abril de 2007 en WordPress.com.
La escritora Donna Zuckerberg describe a Weidmann como un "nacionalista blanco confeso". Weidmann ha argumentado que la libertad económica de las mujeres, combinada con las relaciones interraciales, la inmigración y la disminución de las tasas de natalidad entre las mujeres blancas constituyen amenazas a la civilización occidental.

#### PUAHate
PUAHate era un sitio web para hombres que sentían que habían sido engañados por miembros de los artistas de ligue o la comunidad de seducción, que habían prometido enseñarles a cambio de dinero cómo conseguir que mujeres atractivas tuvieran sexo con ellos. PUAHate criticaba "las estafas, el engaño y las técnicas de marketing engañosas utilizadas por los gurús de citas y la comunidad de seducción para engañar a los hombres y beneficiarse de ellos". Los usuarios compartían experiencias en torno a las técnicas de los gurús de la seducción y cómo no habían funcionado.
Un usuario de PUAHate comentó: "La política de moderación era muy laissez-faire. Había racismo; definitivamente mucha misoginia". El periodista Patrick Kearns señaló que el sitio tenía hilos como "¿Son las mujeres feas completamente inútiles para la sociedad?". Los usuarios también se hacían preguntas como "¿Cuál es tu recuento de violaciones?" Elliot Rodger, el autor de la Masacre en Isla Vista de 2014, estuvo activo en PUAHate, donde expresó su rechazo a la idea de que las mujeres podían no prestarle atención. Algunos usuarios de PUAHate argumentaron que la masacre fue culpa de las mujeres que se negaron a tener relaciones sexuales con Rodger.
PUAHate fue catalogado por el Southern Poverty Law Center como un grupo de odio. En 2014, PUAHate fue cerrado. y más tarde se creó SlutHate, donde muchos usuarios del sitio migraron.

#### Return of Kings
Return of Kings (RoK) es un blog escrito por el artista de ligue Daryush Valizadeh, conocido en línea como Roosh V. Valizadeh ha abogado por la familia nuclear tradicional, contra el socialismo y el matrimonio entre personas del mismo sexo, al tiempo que escribe guías prácticas para turistas sexuales hombres. El tamaño real de los seguidores del sitio es difícil de medir, pero se estima que comprende un número de lectores dispersos en América del Norte y Europa occidental. RoK es distinto de los foros como PUAHate ya que promueve técnicas de seducción, conocidas como "juegos", que esos sitios critican. Los miembros de RoK también critican a los movimientos de hombres profeministas, argumentando que conducen a hombres feminizados, pasivos y débiles que se contentan con permanecer en los peldaños más bajos de la jerarquía social.
Return of Kings ha sido descrito por el Southern Poverty Law Center como un grupo de odio de supremacía masculina.

## Recepción
La manosfera ha recibido una cobertura significativa en los medios de comunicación por su asociación con incidentes de alto perfil, como la Masacre en Isla Vista de 2014 en California, la Masacre del Instituto Superior Umpqua de 2015 en Oregón y un episodio de abuso en línea hacia mujeres de la comunidad gamer que llegó a conocerse como Gamergate. Después del tiroteo en Isla Vista, muchas fuentes de noticias principales informaron vínculos entre el asesino Elliot Rodger y publicaciones en un foro de la manosfera PUAHate, que llevaron a la periodista Caitlin Dewey a afirmar: "la retórica misógina de Rodger parece indudablemente influenciada por la manosfera".
Muchos partidarios de la manosfera rechazan fuertemente cualquier intento de responsabilizar a la comunidad por los asesinatos en general. El sociólogo Michael Kimmel argumenta que "sería fácil decir que la manosfera...instó a [Rodger] a hacer esto. Creo que esos lugares son una especie de consuelo... proporcionan una especie de vestuario, un lugar donde los hombres pueden quejarse sobre todas las cosas malas que les hacen las mujeres". En los días inmediatamente posteriores al tiroteo, sitios de la manosfera como A Voice For Men vieron un gran aumento en su tráfico.
Mark Potok, del Southern Poverty Law Center (SPLC), dijo que los foros están llenos de "puro odio a las mujeres sin atenuantes" y compara la manosfera con sitios web de supremacistas blancos. Posteriormente, el SPLC agregó una advertencia, diciendo: "Cabe mencionar que el SPLC no etiquetó a los activistas por los derechos de los hombres como miembros de un movimiento de odio; ni nuestro artículo afirma que las quejas que transmiten en sus sitios web (acusaciones de violación falsas, acuerdos de divorcio ruinosos y similares) no tengan ningún fundamento. Pero señalamos ejemplos específicos de misoginia y la amenaza, abierta o implícita, de violencia".
Eva Wiseman escribe que los comentaristas en los blogs de la manosfera a menudo hacen declaraciones en el sentido de que "las mujeres están diseñadas exclusivamente para el sexo y hacer sándwiches" y sugiere que el tono de estos sitios web crea una cultura que contribuye a la violencia contra las mujeres. Dewey dice que la comunidad excluye a las personas homosexuales, lesbianas y transgénero. La presentadora de la BBC Reggie Yates hizo un documental sobre los británicos que participan en la manosfera.